# Sandbeach Lake Trail
Le Sandbeach Lake Trail est un sentier de randonnée américain dans le comté de Boulder, au Colorado. Il permet d'atteindre le lac Sandbeach, auquel son nom renvoie. Protégé au sein du parc national de Rocky Mountain, il est lui-même inscrit au Registre national des lieux historiques depuis le 29 janvier 2008.